# Сальников, Евгений Павлович
Евгений Павлович Сальников (15 сентября 1937, Липецк) — советский художник-монументалист, российский художник (станковая живопись,  графика). Заслуженный художник Российской Федерации (2009).

## Биография
Окончил Елецкое художественное училище. В 1957—1963 годах учился в Московском художественном институте имени В. И. Сурикова (мастерская А. А. Дейнеки). В советское время занимался монументальным искусством, оформил значительное число общественных зданий в Липецке и области (художественные техники: сграффито, мозаика, настенная роспись). Член Союза Художников СССР и профессионального союза художников России. Член комиссии по монументальному искусству Союза художников РФ.

## Творчество
После распада СССР Евгений Сальников полностью оставил монументальное искусство и переключился на станковую живопись. На живописное творчество Сальникова большое слияние оказали А. Матисс, Модильяни и Ренуар. В частности, особенности цвета, пластики и показ обобщённых форм человеческих фигур на картине Сальникова «Спорт и отдых» (1986) свидетельствуют о явном влиянии матиссовской картины «Танец» (1910).
Работы Евгения Сальникова многократно выставлялись на всесоюзных, всероссийских и региональных выставок, в том числе в 2014, 2017 и в 2020  годах.